# Vasile Oprea
Vasile Oprea (* 3. März 1957 in Bukarest) ist ein ehemaliger rumänischer Handballspieler und arbeitet heute unter anderem als Handballtrainer.
Als Jugendspieler nahm Oprea 1977 an der ersten Handballweltmeisterschaft der Junioren in Schweden teil, konnte mit Rumänien dort allerdings nur den elften Platz belegen. Oprea spielte in seiner aktiven Zeit bei CS Dinamo Bukarest, mit dem er 1978 und 1986 rumänischer Meister sowie 1979 rumänischer Pokalsieger wurde.
1984 belegte Oprea mit der rumänischen Nationalmannschaft den dritten Platz bei den Olympischen Spielen in Los Angeles. Oprea wurde vor allem als Kreisläufer eingesetzt und hatte bei einer Körpergröße von 1,89 m ein Gewicht von 84 kg. Er brachte es insgesamt auf 54 Länderspiele, in denen er 46 Tore erzielte.
Als Trainer war Oprea unter anderem Co-Trainer bei Frisch Auf Göppingen, mit dem der Aufstieg in die Handball-Bundesliga 2001/02 gelang. Bis Dezember 2013 war er sowohl Trainer der 1. Herrenmannschaft, als auch der 1. Frauenmannschaft des TSV Zizishausen (Württembergliga und HVW-Landesliga) und Trainer an der RSZ Handball-Akademie Göppingen, einem offiziellen Spitzensportzentrum des Handballverbands Württemberg (HVW) und des Deutschen Handballbundes (DHB). Im Dezember 2013 unterschrieb er bei Frisch Auf Göppingen einen Vertrag als Trainer der Frauenmannschaft bis zum Ende der Saison 2013/14.
Mit seiner Frau Gina (geb. Malai), einer ehemaligen rumänischen Handballnationalspielerin, gründete Oprea 2007 unter dem Dach der TSG 1873 Eislingen die „Handballschule Oprea“.
Sein Sohn Dragoș Oprea ist ebenfalls Handballprofi und stand bereits unter anderem bei Frisch Auf Göppingen, dem THW Kiel und dem TVB 1898 Stuttgart unter Vertrag.
2017/18 stieg Vasile Oprea mit der TG Nürtingen aus der Bezirksliga ab.

## Erfolge
- Bronzemedaille bei den Olympischen Spielen: 1984
- Rumänischer Meister: 1978, 1986
- Rumänischer Pokalsieger: 1979, 1982
- Europapokalsieger der Pokalsieger-Finalist: 1983
- Rumänischer Meister: 1995 (als Trainer)